# Hockey Breganze 2023-2024
Questa voce raccoglie le informazioni riguardanti l'Hockey Breganze nelle competizioni ufficiali della stagione 2023-2024.

## Maglie e sponsor
Lo sponsor ufficiale per la stagione 2023-2024 è VenetaLab.
| 1ª divisa | 2ª divisa |

## Organigramma societario
Dati aggiornati alla stagione 2023-2024, tratti dal sito internet ufficiale della Federazione Italiana Sport Rotellistici .
- Presidente: Stefano Volpe
- Vicepresidente:
- Segretario:
- Direttore sportivo: Alessandro Paron
- Addetto stampa: Fausto Pozzan

## Organico

### Giocatori
| N° | Naz.                 | Ruolo | Sportivo            |  |  |  |
| -- | -------------------- | ----- | ------------------- |  |  |  |
| 2  | Italia (bandiera)    | A     | Silvio Costenaro    |  |  |  |
| 3  | Italia (bandiera)    | P     | Tommaso Bernardelli |  |  |  |
| 5  | Italia (bandiera)    | A     | Pietro Agostini     |  |  |  |
| 7  | Italia (bandiera)    | A     | Edoardo Lanaro      |  |  |  |
| 8  | Italia (bandiera)    | A     | Massimo Tataranni   |  |  |  |
| 14 | Argentina (bandiera) | A     | Facundo Posito      |  |  |  |
| 26 | Italia (bandiera)    | P     | Marco Zanfi         |  |  |  |
| 29 | Italia (bandiera)    | D     | Mattia Cocco        |  |  |  |
| 53 | Italia (bandiera)    | A     | Stefano Dal Santo   |  |  |  |
| 57 | Italia (bandiera)    | A     | Ramiro Torres       |  |  |  |
| 73 | Italia (bandiera)    | A     | Andrea Dalla Valle  |  |  |  |
| 85 | Italia (bandiera)    | P     | Mattia Verona       |  |  |  |

### Staff tecnico
- Allenatore:  Roberto Crudeli

## Mercato
| Acquisti | Acquisti            | Acquisti      | Acquisti |
| R.       | Nome                | da            |          |
| -------- | ------------------- | ------------- | -------- |
| P        | Tommaso Bernardelli | Sandrigo      |          |
| D        | Mattia Cocco        | Valdagno      |          |
| A        | Edoardo Lanaro      | HRC Monza     |          |
| A        | Facundo Posito      | Montecchio P. |          |
| A        | Massimo Tataranni   | Vercelli      |          |
| P        | Mattia Verona       | Vercelli      |          |

| Cessioni | Cessioni | Cessioni | Cessioni |
| R.       | Nome     | a        |          |
| -------- | -------- | -------- | -------- |